# Gülçiçek Hatun
Gülçiçek Hatun (en turco otomano: كلچیچك خاتون‎; en griego: Γκιουλτσιτσέκ Χατούν, "flor de rosa") (Bitinia, c.1335 — Bursa, c.1400) fue una mujer de orígenes griegos de Bitinia, que se convirtió en la primera esposa del sultán otomano Murad I y madre de Bayezid I.  

## Origen

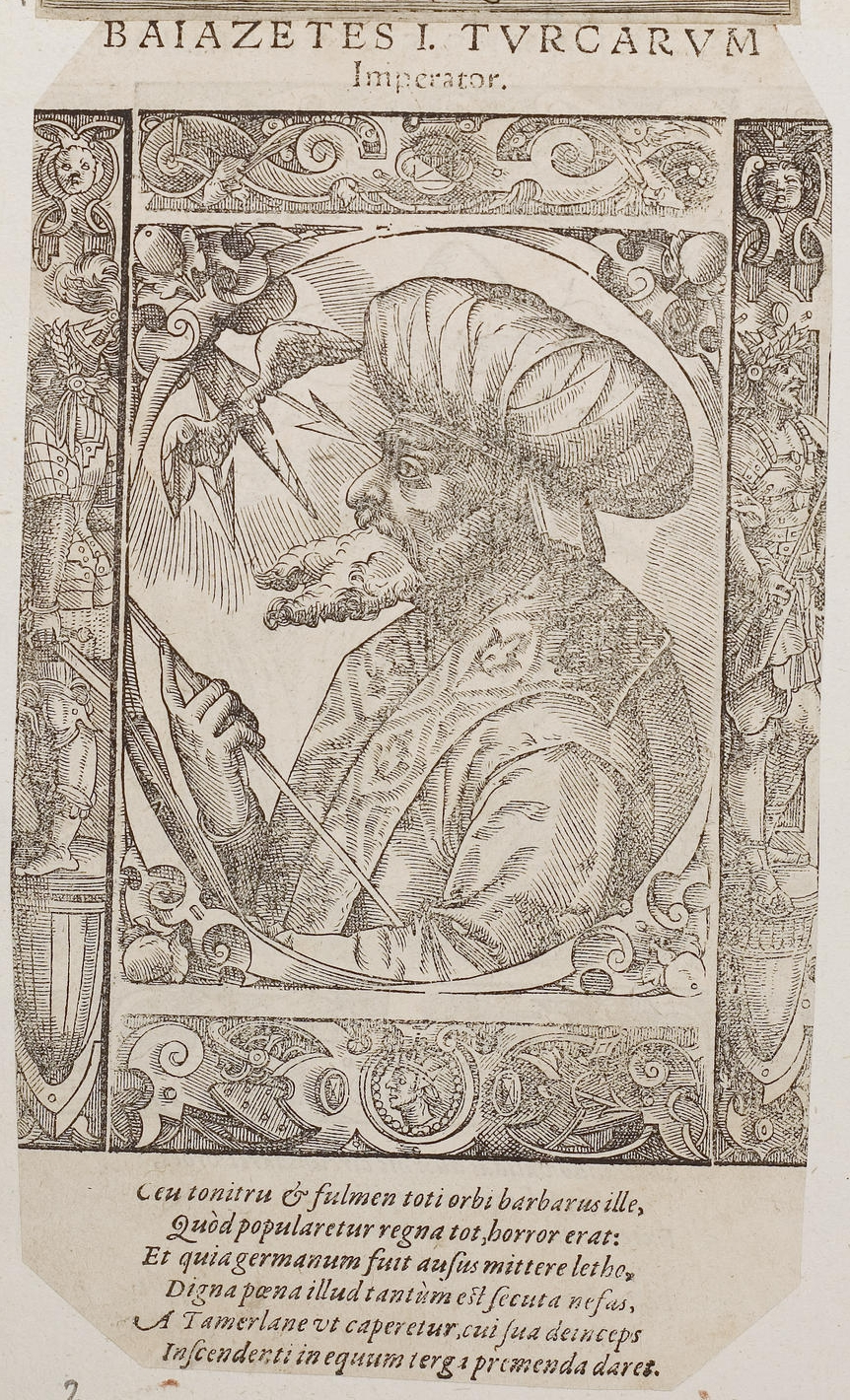
El hijo de "Gül-Çiçek Khātûn", sultán otomano Bayezid I.

Se desconoce la fecha exacta de nacimiento de Gülçiçek Hatun, entonces María, pero se supone que fue en el año 1335. Ella tenía padres griegos con ascendencia macedonia. Tenía una apariencia atractiva. Era bajita, de piel clara, pelo largo y rubio y un rostro lindo. Por carácter, Gülçiçek era una mujer tranquila, reservada, y muy gentil.

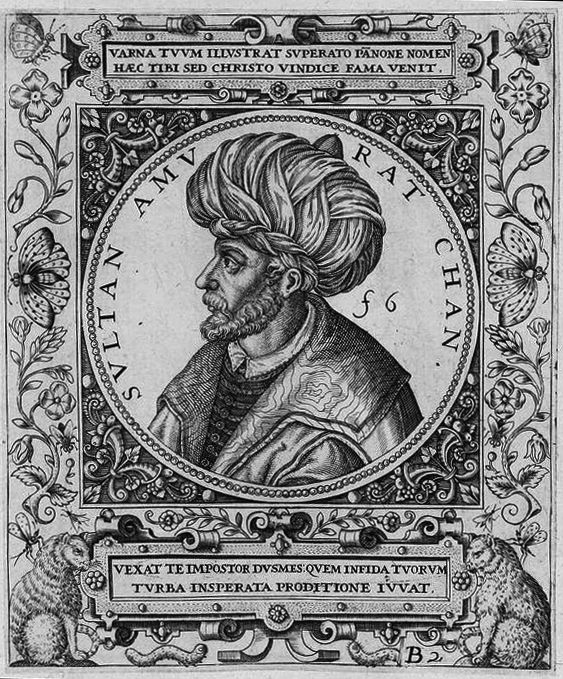
El esposo de "Gül-Çiçek Khātûn", el sultán otomano Murad I.

## Biografía
Según una tradición, Gülçiçek era la consorte de Aclan Bey, uno de los príncipes del principado musulmán de Anatolia de Karasids. Fue capturada cuando Orhan conquistó el principado ( c. 1344) y colocada en el Palacio Otomano. entró en el harén hasta 1357. Entonces María se convirtió en la concubina del futuro gobernante Murad I, ya que alrededor de ese año dio a luz a un hijo, Bayezid I. Algunos años más tarde, cuando el hijo de Orhan, Murad, había alcanzado la edad adulta, se intentó casarse con Gülçiçek, pero ella rechazó varios nombres que le sugirieron, hasta que Murad se sugirió a sí mismo.
La niña cambió su nombre, que le dieron sus padres al nacer, por el que le dio Murad I. Desde entonces, su nombre es Gülçiçek, que significa "flor de rosa", fresca como una rosa y asocia al dueño del nombre con juventud y frescura. Se casó con Murad I en 1359. El mayor deseo de la esposa recién casada era darle a su esposo un hijo, el heredero al trono. No tuvo que esperar mucho. Al año siguiente de la boda, Gülçiçek dio a luz al hijo de Murad I, que se llamó Bayazid. Hay un apoyo para esta historia, o al menos parte de ella, en el hecho de que ella nombró a su hijo Yahşi como fideicomisario de una escritura de dotación que hizo para un Monasterio Derviche, ya que Murad no tenía ningún hijo con este nombre. No hay datos fiables sobre el futuro de Gülçiçek: según Alderson, ella murió posiblemente antes de la ascensión al trono de su hijo - antes de 1389; al mismo tiempo, Necdet Sakaoglu sugiere que la madre de Bayezid I pudo haber muerto después de 1400, años en que su hijo estaba en el trono otomano.
Dio a luz a un hijo, Bayezid I, pero nunca fue Valide Hatun. Durante su vida estableció una fundación religiosa y caritativa que demostró públicamente su piedad musulmana. 

## Muerte
Con sus ingresos construyó una mezquita y una tumba en Bursa donde fue enterrada en los años antes a 1389 o después de 1400. Es la primera mujer entre las madres reales otomanas en tener una tumba que lleva su nombre, la tumba fue varias veces restaurada y reconstruida, su última restauración fue en el año de 1958.

## Otras lecturas
- Peirce, Leslie P., El harén imperial: mujeres y soberanía en el Imperio Otomano, Oxford University Press, 1993,ISBN 0-19-508677-5 (rústica).